# Giovani imprenditori
Giovani Imprenditori è una associazione di persone facente parte del sistema Confindustria. Dal 29 Novembre 2024 il presidente è Maria Anghileri.

## Storia
L'associazione nasce alla fine degli anni '60, contestualmente a una riforma dell'organizzazione di Confindustria (Statuto Pirelli), sulla spinta dei cambiamenti che investono la società italiana. Il primo presidente, Lorenzo Vallarino Gancia, segna la propria autonomia, sulla quale i Giovani Imprenditori costruiscono la loro identità, criticando le posizioni di maggiore chiusura di Confindustria, e di troppo stretto legame con la politica. I temi che vengono portati all'attenzione sono quelli dell'innovazione, dell'apertura verso la società, della trasparenza. Lo Statuto Pirelli recepisce, in parte, queste istanze e segna un risultato importante, perché riconosce e valorizza il movimento all'interno dell'organizzazione.
Nei decenni successivi i Giovani Imprenditori acquistano maggiore peso e visibilità, con la diffusione dei gruppi territoriali, regionali e provinciali, in tutta Italia. I rapporti con Confindustria sono, in alcune occasioni, di forte dialettica. Durante la presidenza Agnelli, il presidente dei giovani, Piero Pozzoli si dimise, platealmente, in disaccordo con una direzione di Confindustria verticistica.
I convegni nazionali di Santa Margherita Ligure e di Capri pongono, negli anni, questioni di rinnovamento in ambito economico e sociale. Le riforme istituzionali, la questione morale, la modernizzazione, la cultura d'impresa, la salvaguardia dell'ambiente, sono alcuni dei temi ai quali i convegni si dedicano, nel corso dei decenni, collegandosi alle vicende storiche che segnano l'Italia: tangentopoli, la globalizzazione, la crisi economica.
Alcuni presidenti dei Giovani Imprenditori sono stati in seguito eletti al vertice di Confindustria: Luigi Abete, Antonio D'Amato ed Emma Marcegaglia, a capo dei giovani dal 1996 al 2000.

## Organizzazione
Fanno parte dell'associazione quasi 13.000 associati, organizzati in 104 gruppi territoriali e 20 comitati regionali. Fanno parte dell'associazione imprenditori di età compresa tra i 18 ed i 40 anni che abbiano responsabilità di gestione in aziende iscritte alle associazioni territoriali aderenti a Confindustria. I momenti di maggior confronto con le istituzioni, la società e il mondo imprenditoriale, sono tradizionalmente rappresentati dai due convegni annuali, su temi economici, del lavoro e sociali, di Santa Margherita Ligure, in primavera, e di Capri, in autunno.
Elenco dei presidenti
- 1966 -1970 Lorenzo Vallarino Gancia
- 1970 - 1974     Renato Altissimo
- 1974 - 1977 Piero Pozzoli
- 1977 - 1978 Diego Pelizza (Vice Presidente facente funzioni)
- 1978 - 1982     Luigi Abete
- 1982 - 1984 Carlo Patrucco
- 1984 – 1986 Giorgio Fioruzzi
- 1986 (nov-dic)  Mauro Stratta (Vice Presidente facente funzioni)
- 1987 - 1990     Antonio D'Amato
- 1990 - 1994 Aldo Fumagalli
- 1994 - 1996 Alessandro Riello
- 1996 - 2000 	  Emma Marcegaglia
- 2000 - 2002 	  Edoardo Garrone
- 2002 - 2005     Anna Maria Artoni
- 2005 -  2008    Matteo Colaninno
- 2008 (feb-apr)  Giovanni Sofi (Vice Presidente facente funzioni)
- 2008 - 2011 	  Federica Guidi
- 2011 - 2014      Jacopo Morelli
- 2014 - 2017     Marco Gay
- 2017 - 2020 Alessio Rossi
- 2020 - 2024 Riccardo Di Stefano
- 2024 - in corso Maria Anghileri